# 笹乃さい
笹乃 さい（ささの さい、8月31日 - ）は、日本の漫画家。

## 略歴
2013年、『ゲッサン』にて『カプセル・ツアー』を掲載。2015年、『ゲッサン』にて『味噌汁でカンパイ！』を短期集中連載。その後、2016年に本格連載開始。2022年、完結。2025年、同誌にて『ブループランター』の連載を開始。

## 作品リスト

### 連載
- 味噌汁でカンパイ！（『ゲッサン』2015年7月号[4] - 2022年10月号[6]） - 短期集中連載から連載化[1]
- ブループランター（『ゲッサン』2025年3月号[7] - ）

### 読み切り
- カプセル・ツアー（『ゲッサン』2013年9月号[1][3]）
- シリウスの種（『ゲッサン』2024年5月号[8]）

### 書籍
- 『味噌汁でカンパイ！』、小学館〈ゲッサン少年サンデーコミックス〉、全14巻
  1. 2016年1月12日発売[9]、ISBN 978-4-09-127006-1
  2. 2016年7月12日発売[10]、ISBN 978-4-09-127349-9
  3. 2017年1月12日発売[11][12]、ISBN 978-4-09-127472-4
  4. 2017年8月10日発売[13]、ISBN 978-4-09-127728-2
  5. 2018年2月9日発売[14]、ISBN 978-4-09-128154-8
  6. 2018年7月12日発売[15]、ISBN 978-4-09-128401-3
  7. 2019年3月12日発売[16][17]、ISBN 978-4-09-129084-7
  8. 2019年8月8日発売[18]、ISBN 978-4-09-129360-2
  9. 2020年2月12日発売[19]、ISBN 978-4-09-129569-9
  10. 2020年9月11日発売[20]、ISBN 978-4-09-850238-7
  11. 2021年4月12日発売[21]、ISBN 978-4-09-850494-7
  12. 2021年10月12日発売[22]、ISBN 978-4-09-850742-9
  13. 2022年4月12日発売[23]、ISBN 978-4-09-851065-8
  14. 2022年11月10日発売[24]、ISBN 978-4-09-851374-1